# Stagione di college football 1901
La Stagione di college football 1901 fu la trentatreesima stagione di college football negli Stati Uniti.
La stagione riporta l'esordio di 46 scuole statunitensi, tra cui Oklahoma State, Louisiana-Lafayette e Louisiana Tech, attualmente partecipanti alla Division I FBS.

## Eventi principali
Per il 1º gennaio 1902 fu organizzata una gara di football nell'ambito della Rose Parade, per aiutare economicamente l'organizzazione della parata, denominata “Tournament East-West football game”, avviando così la tradizione dei bowl nel giorno di capodanno. In quel primo bowl, giocato come i successivi fino al 1923 al Tournament Park di Pasadena, fu Michigan, guidata da Fielding H. Yost, a letteralmente massacrare Stanford 49-0 in tre quarti, dopodiché quest'ultima abbandonò la gara. Michigan chiuse la stagione imbattuta 11-0 e fu considerata campione nazionale da Helms, Houlgate e National Championship Foundation. Si tratta del primo titolo per una scuola non locata sulla costa est degli Stati Uniti.
Altre due scuole chiusero la stagione senza subire pareggi o sconfitte: Wisconsin terminò con un record di 9-0 e condivise con Michigan il titolo della Western Conference, tuttavia gli organizzatori del futuro Rose Bowl Game preferirono invitare Michigan. Harvard sconfisse in novembre sia Pennsylvania che Yale e terminò 12-0 venendo nominati retroattivamente campioni nazionali da Billingsley Report. A questi si aggiunge la stessa Yale che pur rimediando la sconfitta con Harvard ed un pareggio 5-5 con Army è stata nominata campione nazionale da Parke H. Davis.

## Conference e vincitori
| Conference                                    | Scuola           | Conf. V-S-P | Totale V-S-P |
| --------------------------------------------- | ---------------- | ----------- | ------------ |
| Triangular Football League                    | Williams College | 2 - 0       | 6 - 4        |
| Colorado Football Association                 | Colorado         | 2 - 0       | 5 - 2 - 1    |
| Maine Intercollegiate Athletic Association    | Maine            | 5 - 0       | 7 - 1        |
| Michigan Intercollegiate Athletic Association | Olivet           | 7 - 0       | 8 - 0        |
| Southern Intercollegiate Athletic Association | Vanderbilt       | 6 - 0 - 1   | 6 - 1 - 1    |
| Western Conference                            | Michigan         | 4 - 0       | 11 - 0       |
| Western Conference                            | Wisconsin        | 2 - 0       | 9 - 0        |

## Campioni nazionali
| 1901 | Harvard  | 12–0   | Bill Reid          | BR           |
| 1901 | Michigan | 11–0   | Fielding H. Yost   | HAF, HS, NCF |
| 1901 | Yale     | 11–1–1 | George S. Stillman | PD           |